# Serhij Fedorczuk
Serhij Fedorczuk, ukr. Сергiй Федорчук (ur. 14 marca 1981) – ukraiński szachista, arcymistrz od 2002 roku.

## Kariera szachowa
W 1995 r. zdobył w Verdun tytuł mistrza Europy juniorów do lat 14. Wielokrotnie stawał na podium mistrzostw Ukrainy juniorów w różnych kategoriach wiekowych, m.in. zdobywając złote medale w latach 1997 (Kijów, do lat 16), 1998 (Charków, do lat 20), 1999 (Dniepropietrowsk, do lat 18) i 2000 (Charków, do lat 20). W 2000 i 2001 r. dwukrotnie zwyciężył w memoriałach Józefa Dominika w Dobczycach. W 2002 r. podzielił II m. w mistrzostwach Ukrainy (za Antonem Korobowem, wspólnie z Andriejem Sumcem i Aleksandrem Areszczenko).
Wielokrotnie odnosił sukcesy w turniejach międzynarodowych, m.in.:
- 2001 – dz. I m. w Kołobrzegu (wspólnie z Robertem Kuczyńskim i Siergiejem Kasparowem), dz. I m. Ałuszcie (wspólnie z Aleksandrem Zubariewem),
- 2002 - dz. I m. w Kazimierzu Dolnym (wspólnie z Władysławem Borowikowem i Mirosławem Grabarczykiem), I m. w Świdnicy (memoriał Michała Sośnickiego),
- 2003 – I m. w Pradze, dz. I m. w Seefeld (wspólnie z Leonidem Wołoszynem i Lorenzem Drabke(inne języki)),
- 2004 – I m. z Malakoff, Sautron i Charleroi,
- 2005 – dz. I m. w Schwäbisch Gmünd (wspólnie z Władimirem Burmakinem, Normundsem Miezisem, Gerhardem Scheblerem) oraz Viestursem Meijersem), I m. w Evry, dz. I m. w Salou (wspólnie z Atanasem Kolewem), dz. I m. w Condomie (wspólnie z Viestursem Meijersem), dz. i m. w Avoine (wspólnie z m.in. Eckhardem Schmittdielem, Tigranem Gharamianem i Jean-Luc Seretem),
- 2006 – dz. I m. w Dubaju (wspólnie z Tigranem L. Petrosjanem i Gabrielem Sargissianem), dz. I m. w Villeneuve-Tolosane (wspólnie z Aleksandrem Karpaczewem, Thalem Abergelem, Petyrem Genowem i Mariusem Manolachem), dz. I m. w Avoine (wspólnie z Władysławem Niewiedniczym i Alexandre Dgebuadze),
- 2007 – dz. I m. w Metz (wspólnie z Wasilijem Sikulą), dz. I m. w Lorce (wspólnie z Diego Floresem, Kevinem Spraggettem, Aleksą Strikoviciem i Władimirem Bakłanem), dz. I m. w Chamalieres (wspólnie z m.in. Érikiem Prié), dz. I m. w Avoine (wspólnie z Hugo Tirardem(inne języki)), dz. I m. w Bad Zwesten (wspólnie ze Stanisławem Sawczenko),
- 2008 – dz. I m. w Cappelle-la-Grande (wspólnie z Andriejem Diewiatkinem, Jurijem Kryworuczko, Vasiliosem Kotroniasem, Davidem Arutinianem, Konstantinem Czernyszowem, Erwinem l'Amim i Wugarem Gaszimowem), dz. I m. w Lorce (wspólnie z Aleksą Strikoviciem i Aleksandrem Rustemowem i Branko Damljanoviciem),
- 2009 – dz. I m. w Paryżu (wspólnie z Murtasem Każgalejewem).

Uwaga: Lista sukcesów niekompletna (do uzupełnienia od 2009 roku).
Dwukrotny brązowy medalista drużynowych mistrzostw Polski, w barwach klubu JKSz-MCKiS Jaworzno (2005 i 2006).
Reprezentant Ukrainy w turniejach drużynowych, m.in.:  na drużynowych mistrzostwach Europy (w roku 2013).
Najwyższy ranking w dotychczasowej karierze osiągnął 1 listopada 2010 r., z wynikiem 2674 punktów zajmował wówczas 67. miejsce na światowej liście FIDE, jednocześnie zajmując 7. miejsce wśród ukraińskich szachistów.